# Srakoperji
Srakoperji (znanstveno ime Laniidae) so družina mesojedih ptičev pevcev, v katero uvrščamo 34 vrst v dveh rodovih. Njihovo znanstveno ime izvira iz latinske besede za mesarja, kar se nanaša na njihovo prehranjevanje.

## Opis
Družina združuje majhne, srednje in dokaj velike predstavnike pevcev, ki jih prepoznamo po vitkem telesu, kratkem vratu in zaokroženih perutih, predvsem pa po močnem zakrivljenem kljunu. Zgornja čeljustnica ima poleg zakrivljene konice še zobec na vsakem robu, ki se prilega v vdolbino na spodnji. Zaradi teh so jih včasih uvrščali med sokole. Njihovo perje je zemeljskih barv, za večino je značilna temna obrazna maska čez oči.
Srakoperji so aktivni plenilci, ki se lotijo tudi razmeroma velikega plena. Na plen prežijo z izpostavljenega mesta in ga zgrabijo z nogami, predvsem pa so znani po navadi, da ga nabodejo na trne ali druge ostre predmete in se dlje časa vračajo prehranjevat (čeprav nabadanje plena ni omejeno samo na srakoperje). To početje ni nujno namenjeno samo shranjevanju; severnoameriški Lanius ludovicianus denimo lovi izjemno strupene kobilice vrste Romalea guttata, katerih toksin razpade po dnevu ali dveh, nakar jo srakoper lahko poje. Sicer so razmeroma odporni na kemično obrambo žuželk.
So monogamni in v času gnezditve teritorialni. Sporazumevajo se s kratkimi, ostrimi kriki.

## Ekologija in razširjenost
V splošnem so srakoperji ptiči toplega podnebja, večina vrst živi v Afriki. Običajno naseljujejo odprto krajino, zlasti savane in nizko grmičevje, kjer lovijo svoj plen, nekateri pa so tudi gozdni. Nekaj vrst se je razširilo v hladnejše predele Palearktike, dve – Lanius ludovicianus in Lanius borealis – pa v Severno Ameriko. Le v Južni Ameriki in Avstraliji ne živi noben srakoper. Skoraj polovica vrst se seli med gnezditvenimi območji in prezimovališči.
Hranijo se s številnimi živalmi, manjšimi od njih, tudi vretenčarji, kot so glodavci, plazilci in manjši ptiči, večino prehrane pa predstavljajo žuželke. Nekaj vrst je izključno žužkojedih.

## Vrste v taksonomskem vrstnem redu
Prepoznanih je 34 vrst v dveh rodovih, od katerih velika večina spada v rod »pravih« srakoperjev (Lanius). 
Družina: LANIIDAE
| Slika | Rod                         | Živeče vrste |
| ----- | --------------------------- | --- |
|       | Eurocephalus A. Smith, 1836 | - Eurocephalus ruppelli Bonaparte, 1853 - Eurocephalus anguitimens Smith, A, 1836 |
|       | Lanius Linnaeus, 1758       | - Lanius corvinus Shaw, 1809 - Lanius melanoleucus Jardine, 1831 - Lanius cabanisi Hartert, EJO, 1906 - Lanius excubitoroides Prévost & des Murs, 1847 - Lanius dorsalis Cabanis, 1878 - Lanius excubitor Linnaeus, 1758, veliki srakoper - Lanius excubitor pallidirostris Cassin, 1851 - Lanius somalicus Hartlaub & Heuglin, 1859 - Lanius ludovicianus Linnaeus, 1766 - Lanius giganteus Przevalski, 1887 - Lanius sphenocercus Cabanis, 1873 - Lanius meridionalis Temminck, 1820 - Lanius borealis Vieillot, 1808 - Lanius nubicus Lichtenstein, MHC, 1823 - Lanius newtoni Barboza du Bocage, 1891 - Lanius humeralis Stanley, 1814 - Lanius gubernator Hartlaub, 1882 - Lanius mackinnoni Sharpe, 1891 - Lanius souzae Barboza du Bocage, 1878 - Lanius collaris Linnaeus, 1766 - Lanius collaris marwitzi - Lanius minor Gmelin, JF, 1788, črnočeli srakoper - Lanius senator Linnaeus, 1758, rjavoglavi srakoper - Lanius collurioides Lesson, RP, 1831 - Lanius tigrinus Drapiez, 1828 - Lanius vittatus Valenciennes, 1826 - Lanius isabellinus Hemprich & Ehrenberg, 1833 - Lanius collurio Linnaeus, 1758, rjavi srakoper - Lanius phoenicuroides (Schalow, 1875) - Lanius validirostris Ogilvie-Grant, 1894 - Lanius cristatus Linnaeus, 1758 - Lanius bucephalus Temminck & Schlegel, 1845 - Lanius schach Linnaeus, 1758, orientalski srakoper - Lanius tephronotus (Vigors, 1831) |

V Sloveniji gnezdijo tri vrste: rjavi, črnočeli in rjavoglavi srakoper.